# Der Hauptmann von Köpenick (1956)
Der Hauptmann von Köpenick ist ein deutscher Farbfilm nach dem gleichnamigen Theaterstück von Carl Zuckmayer über den „Hauptmann von Köpenick“. Es handelt sich um die zweite Verfilmung von Zuckmayers Theaterstück nach dem von Richard Oswald gedrehten, gleichnamigen Film von 1931.

## Handlung
Die Handlung beruht auf Zuckmayers bekanntem Drama: Es erzählt die Geschichte des durch seinen genialen Coup im Oktober des Jahres 1906 weltberühmt gewordenen Kriminellen Wilhelm Voigt. Es nimmt diesen Coup zum Anlass für eine kritische Darstellung des Militarismus und des Untertanengeistes im deutschen Kaiserreich. Die in Drama und Film erzählte Vorgeschichte der Begebenheit ist jedoch in weiten Teilen Fiktion.
Der Schuster Wilhelm Voigt wird nach 15 Jahren Haft, zu der er wegen verschiedener Betrügereien verurteilt worden war, aus dem Strafgefängnis Berlin-Plötzensee entlassen. Er hat vor, ein ehrlicher Mensch zu werden, aber überall, wo er sich bewirbt, fragt man ihn, beginnend mit den Worten: „Haben Sie gedient?“ nach seinem Vorleben. Ohne Aufenthaltsgenehmigung im jeweiligen Bezirk erhält er keine Arbeit, ohne Arbeit keine Aufenthaltsgenehmigung. Auch der zum vorübergehenden Arbeiten im Ausland nötige Pass wird ihm verweigert. Deshalb bricht er in ein Potsdamer Polizeirevier ein, um sich selbst einen amtlichen Pass auszustellen, wird erwischt und zu zehn Jahren Zuchthaus in Sonnenburg verurteilt.
In der Gefängnisbibliothek entdeckt er die preußische Felddienstordnung und lernt sie auswendig. Zudem bildet der Gefängnisdirektor seine Häftlinge in militärischem Gehabe aus. Nach seiner Haftentlassung kommt Voigt zunächst bei seiner Schwester Marie und deren Mann Friedrich unter und kümmert sich hingebungsvoll um das tuberkulosekranke Mädchen Lieschen, das als Untermieterin ein Zimmer bei seiner Schwester bewohnt. Als seine Resozialisierung aber an der Bürokratie erneut scheitert, da er aus Berlin ausgewiesen wird, plant er seinen nächsten Coup: Bei einem Trödler erwirbt er eine gebrauchte Hauptmannsuniform. Nachdem er sie angezogen hat, erscheint er mit einem Schlag als anderer Mensch, denn alle erweisen dem uniformierten Hauptmann höchsten Respekt. Voigt nutzt diese Autorität, um mit einigen auf der Straße angetroffenen Soldaten das Rathaus von Köpenick zu besetzen und den Bürgermeister zu verhaften. Zu seiner großen Enttäuschung erfährt er, dass es nicht möglich ist, sich im Rathaus Köpenick einen Pass zu beschaffen, und so beschlagnahmt er die Stadtkasse.
Inmitten des ungeheuren Aufsehens und der fieberhaften Suche nach dem Täter stellt sich Voigt einige Tage später gegen die Zusage, einen Pass ausgestellt zu bekommen, der Berliner Polizei. Anschließend gibt er die ganze Geschichte vor dem Polizeipräsidenten unter allgemeiner Erheiterung aller Anwesenden zum Besten. Voigt wird wieder einmal verurteilt, diesmal aber vom Kaiser begnadigt. Als er den versprochenen Pass erhält, meint er, diesen „überwartet“ zu haben und nicht mehr zu brauchen, da er jetzt der berühmte „Hauptmann von Köpenick“ sei.

## Sonstiges

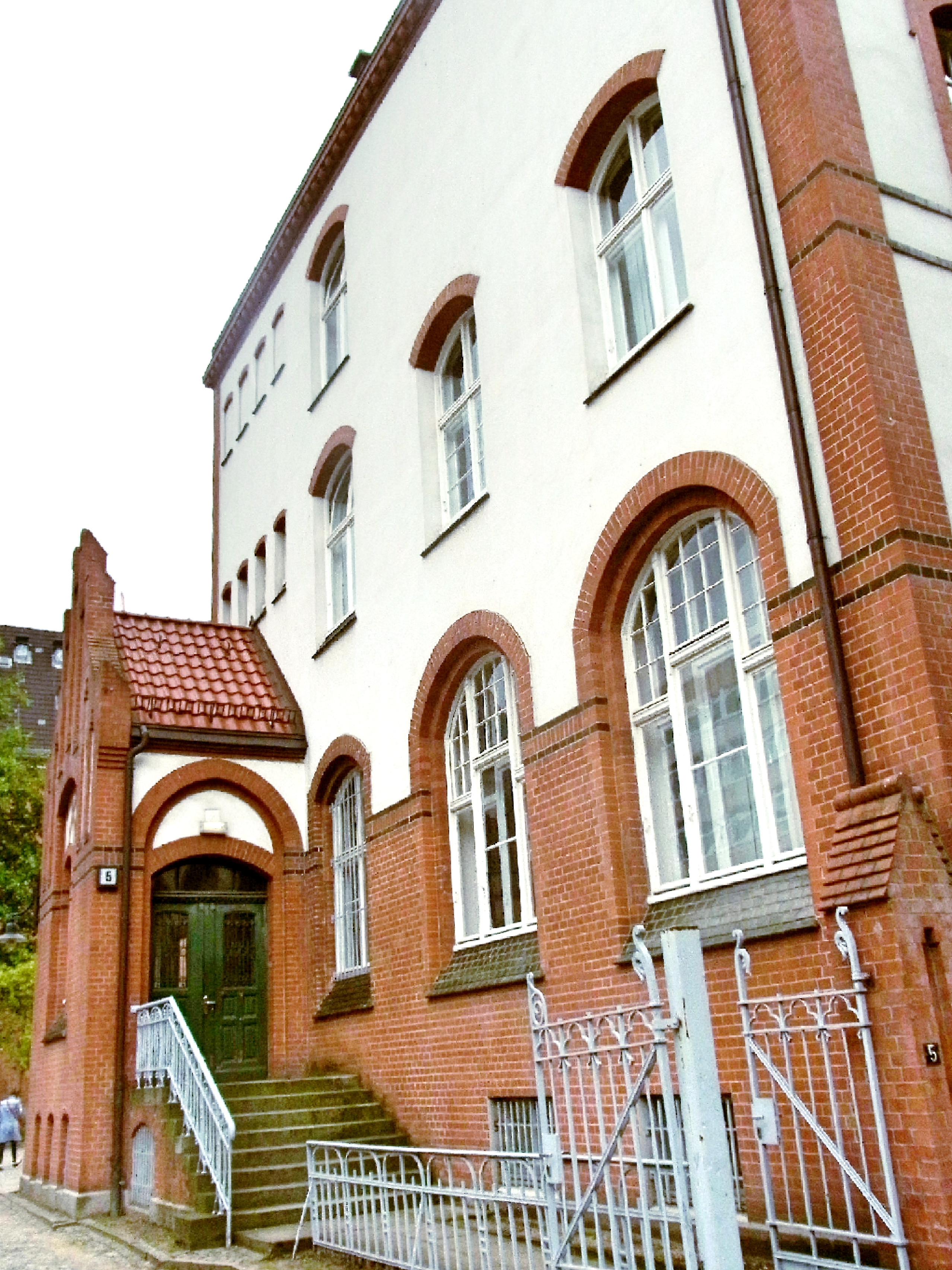
Drehort von Außenaufnahmen war das Finanzamt Beim Schlump Nr. 82/83 im Hamburger Stadtteil Rotherbaum

Erst auf Drängen des Regisseurs und Drehbuchautors Helmut Käutner (der den Stoff bereits in einem 1945 produzierten Hörspiel verarbeitet hatte) erhielt Heinz Rühmann die Titelrolle. Die Produzenten Walter Koppel und Gyula Trebitsch, beide jüdische Nazi-Verfolgte, machten gegen Rühmann erhebliche Bedenken geltend, da er durch seine Tätigkeit und Popularität während der Zeit des Nationalsozialismus vorbelastet sei. Für die Titelrolle waren alternativ unter anderem Curd Jürgens oder Hans Albers vorgesehen.
Der Film wurde in Eastmancolor von der Real-Film in den Real-Filmstudios in Hamburg produziert und am 16. August 1956 im Ufa-Palast Köln uraufgeführt.
Da nicht an den Originalschauplätzen in Ost-Berlin gedreht werden konnte, entstanden die wenigen Außenaufnahmen in Hamburg. So diente das Finanzamt am Schlump im Stadtteil Eimsbüttel als Köpenicker Rathaus. Die Front des Altonaer Rathauses wurde zum Bahnhof, wo Rühmann sich als Hauptmann maskiert.
Ilse Fürstenberg spielte, wie schon in der Verfilmung von 1931, die Schwester Marie Hoprecht. Leonard Steckel stellte in der Verfilmung von 1931 den Trödler Krakauer dar und spielte in dem 1956er Film den Adolph Wormser.
Seit einiger Zeit gibt es in Fernsehausstrahlungen der restaurierten und formattechnisch angepassten Fassung des Filmes eine kurze zusätzliche Sequenz, die noch nicht den Weg auf ein Heimkinoformat gefunden hat (dort gibt es bis dato die ursprüngliche, unrestaurierte Version zu sehen). Diese befindet sich in der Rekrutierungsszene der beiden Militäreinheiten und zeigt eine zusätzliche Einstellung des Gefreiten, der den Befehl des „Hauptmannes“ Rühmann wiederholt. Die an den Befehl anschließende Einstellung, die die Formierung der Truppe für den Marsch zeigt, erfuhr eine Verlängerung.
Zwei ebenfalls in der unrestaurierten Fassung fehlende Szenen wurden allerdings nicht eingefügt. Dies betrifft zum einen eine Varieté-Tanzeinlage des Regisseurs Helmut Käutner, die im Original-Kinotrailer zu sehen ist, zum anderen die ursprüngliche finale Einstellung des Filmes, in der die Hauptmannsuniform Wilhelm Voigts an einer Vogelscheuche zu sehen ist.
Regisseur Helmut Käutner hat einen weiteren Cameo-Auftritt als Straßensänger.

## Rezeption
Der Film wurde ein enormer Publikumserfolg mit zehn Millionen Zuschauern in den ersten fünf Monaten. Er wurde in 53 Länder exportiert und mit zahlreichen Preisen ausgezeichnet, darunter am 21. Juni 1957 mit dem Deutschen Filmpreis. Der Hauptmann von Köpenick war der erste deutsche Nachkriegserfolg in den USA und wurde für den 1957 erstmals vergebenen Oscar in der Kategorie „Bester fremdsprachiger Film“ nominiert.
Der Film war wesentlich für das Comeback Rühmanns als Schauspieler nach dem Krieg. Bis dahin hatte Rühmann in der Nachkriegszeit eher Theater gespielt oder in weniger wichtigen Filmen mitgewirkt.

## Auszeichnungen
- Wanderpreis Goldene Schale
- 2× Filmband in Gold als Bester Film und als Bester Film demokratischen Gedankens
- Bundesfilmpreis: Preise für Hauptdarsteller, Regie, Drehbuch und Bauten[1]
- 2× Bambi als Künstlerisch wertvollster deutscher Film und als Geschäftlich erfolgreichster Film
- Oscar-Nominierung als Bester fremdsprachiger Film[2]
- Preis der deutschen Filmkritik
- Berliner Kritikerpreis für Heinz Rühmann
- Auszeichnung Besonders wertvoll der Filmbewertungsstelle Wiesbaden
- Festspielbeitrag in Venedig, Edinburgh und San Francisco
- Film des Monats; September 1956; Evangelische Filmgilde

## Kritiken
„Carl Zuckmayers Geschichte vom vorbestraften Schuster Wilhelm Voigt, der sich in der Uniform eines Hauptmanns über die bürokratischen Hemmnisse beim Erlangen eines Passes hinwegzusetzen versucht, in einer ganz auf den Hauptdarsteller zugeschnittenen, menschlich-komödiantischen Film-Version. Aber die Verfilmung von Richard Oswald, 1931, war doch besser.“

„Wie er unsicher durch die falsche Weltordnung taumelt, wie er kapituliert und erst still und dann aus der Verzweiflung heraus übermütig wird – das ist die Sternstunde in der Laufbahn dieses Schauspielers. Rühmann macht keine Faxen. Er ist im besten Sinne tragikomisch. Er ist immer da, gibt nicht nur Gesicht und Stimme her, er spielt ganz, bis in die Füße.“

„Man schaue sich Rühmann genau an, Auge in Auge sozusagen, und man wird keinen Augenblick lang an den Bruchpiloten Quax denken, man denkt an Grock, an Chaplin, an Charlie Rivel.“

„Es ist die Glanzrolle für den schon totgesagten Komödianten Heinz Rühmann, seine beste Interpretation seit Jahren.“

„Prächtige Ironisierung der Allgewalt der preußischen Uniform. Eine der gelungensten deutschen Filmkomödien. Sehenswert.“

„Eine hervorragend gespielte Tragikomödie, aufgehellt durch komische Momente und warmen Humor, dicht in Milieuzeichnung und Atmosphäre. Eine satirische Lektion über die Allgewalt der Uniform in Preußen, die eine Weltanschauung ad absurdum führt.“